# Фонтон, Иосиф Петрович
Иосиф (Осип) Петрович Фонтон (1753 — не ранее 1827) — русский дипломат, действительный статский советник (1810).

## Биография
Уроженец Константинополя. Француз по происхождению, что подтверждает в своих «Записках» знавший Фонтона лично граф Ланжерон. Члены семьи Фонтон на протяжении длительного времени служили драгоманами (переводчиками) французского посольства в Константинополе, но после свержения королевской власти во Франции покинули французскую дипломатическую службу. В 1798 году Иосиф Фонтон и его племянники Антон Антонович и Пётр Антонович Фонтоны перешли в Константинополе на русскую дипломатическую службу и были сначала определены в ведомство Коллегии иностранных дел с причислением к русской миссии в Константинополе. 
В начале очередной Русско-турецкой войны (1806) выехал из Константинополя и прибыл на остров Тенедос на эскадру вице-адмирала Сенявина (1807), рядом с которым находился следующие два года и исполнял различные поручения. В 1809 году прибыл в Россию и почти сразу же отправлен состоять при главнокомандующем Дунайской армии, сражавшейся против Турции. Действительный статский советник (1810).
В 1812 году участвовал в заключении выгодного для России мира с Турцией в Бухаресте, по итогам которого в состав России вошла Бессарабия. Подписал его третьим уполномоченным с русской стороны (первым уполномоченным был М. И. Кутузов). В работе над подписанием Бухарестского мирного договора принимали участия все три Фонтона —  Пётр, Иосиф и Антон, однако должность Иосифа была наиболее высокой.
За участие в заключении Бухарестского мира был награждён орденом Святой Анны первой степени (алмазные знаки к этому ордену были пожалованы в 1821 году). После восстановления дипломатических отношений между Россией и Турцией, уже в августе того же года снова получил назначение в Константинополь, на этот раз советником посольства.
В апреле 1821 года, в связи с началом Греческой революции, в Константинополе вспыхнули беспорядки, в которых особенно активно участвовали лазы. Фанатики ворвались в дом Фонтона в квартале Бююкдере, и подвергли его полному разграблению; сам Фонтон уцелел исключительно потому, что спрятался на чердаке. До этого события, находясь на русской службе не менее четверти века, Фонтон практически не посещал Россию, исключая, по всей вероятности, краткий визит в 1809 году. 
В дальнейшем Фонтон служил в Херсонской губернии в должности председателя Комиссии по высочайшему повелению учреждённой для разбирательства дел греков. Последнее из известных упоминаний Фонтона в официальных изданиях относится к 1827 году, где он указан в этой же должности.
Был награждён орденом Святого Владимира 3-й степени.

## Отзывы современников
Иосифу Фонтону было более 60-ти лет, он был француз (…). Никто из драгоманов, причисленных к Европейским миссиям Оттоманской Порты, не знал лучше его ума и характера турок и фонарских греков, а также их привычки и язык. Это был дипломат умный, предусмотрительный, образованный, ловкий, любезный, но, как и все драгоманы, слишком привязанный к Константинополю, где он родился и где желал бы кончить свои дни. Как говорят, он был очень богат, но считался очень скупым. В такой подкупной стране, где все греки нуждаются в протекции русского и французского дворов, все приобретается за плату; а поэтому неудивительно, что и Фонтон принимал плату за свои услуги, тем более, что подобные примеры так часто встречаются среди азиатов.
— Записки графа Ланжерона